# FK Viktoria Žižkov

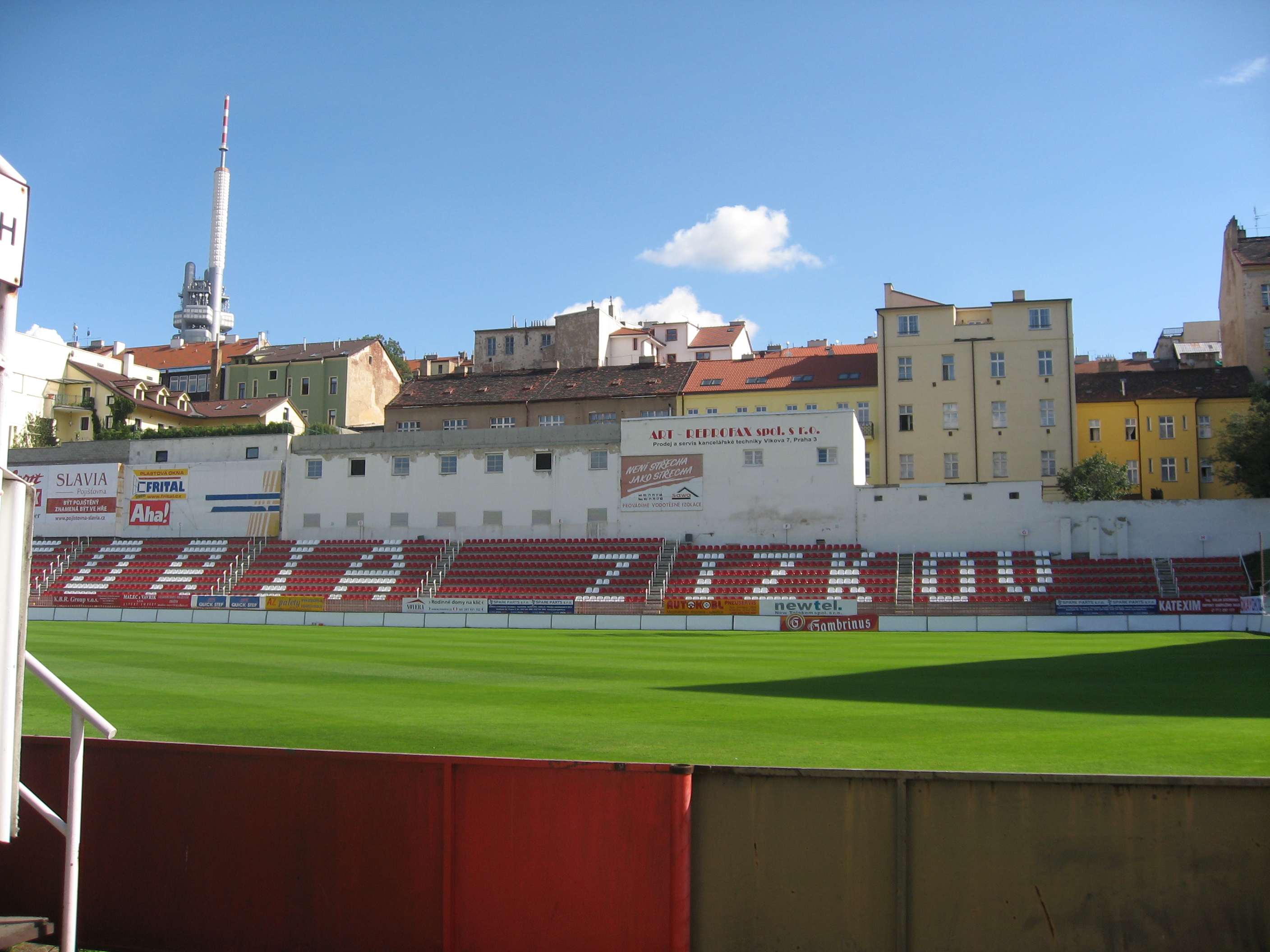
Viktoria Stadion

FK Viktoria Žižkov là một trong những câu lạc bộ bóng đá lâu đời nhất tại Cộng hòa Séc đến từ Žižkov (từ năm 1922 trở đi là một bộ phận của Praha). Đội bóng hiện đang chơi tại Giải bóng đá hạng nhất quốc gia Séc, tức giải bóng đá hạng hai của quốc gia này. Câu lạc bộ đã giành danh hiệu vô địch Tiệp Khắc ở mùa giải 1927–28. Đội bóng còn đoạt thêm hai Cúp bóng đá Séc.

## Lịch sử hoạt động

### Những năm đầu tiên
Đội bóng được thành lập bởi các sinh viên vào năm 1903 trong thị trấn Žižkov (từ năm 1922 trở đi là một phần của Praha). Lúc bấy giờ các sinh viên đã chọn màu áo đỏ pha trắng trên áo phông làm màu của họ nhằm tôn vinh các màu trên Quốc kỳ Bohemia. Những màu như thế vẫn còn cho đến ngày nay. Thành công của Viktoria rơi vào giai đoạn giữa hai cuộc thế chiến — đến năm 1948 đây là câu lạc bộ giàu thành tích thứ ba của Tiệp Khắc, vô địch quốc gia Tiệp Khắc vào năm 1928 và cán đích ở vị trí á quân năm 1929. Đội bóng đã vô địch Cúp bóng đá Tiệp Khắc vào các năm 1913, 1914, 1916, 1921, 1929, 1933 và 1940, đồng thời nắm giữ ngôi á quân ở các năm 1919 và 1920.

### Thời hậu chiến
Sau khi Chiến tranh thế giới thứ hai khép lại và khởi đầu chủ nghĩa cộng sản vào năm 1948, câu lạc bộ phải xuống chơi ở những hạng đấu thập hơn và không quay trở lại hạng đấu cao nhất cho đến năm 1993. Ở thập niên 1950 đội bóng trải qua nhiều lần đổi tên và đội đã bị mất các tên lịch sử Viktoria; Sokol (1950), Sokol ČSAD (1951) trong thời gian ngắn, để rồi sau khi sáp nhập với Avia Čakovice đội bóng được gọi là TJ Slavoj Žižkov - cái tên gắn bó đến năm 1965 khi cái tên gốc được đặt lại.

### Các thập niên 1990 và 2000
Năm 1993 Viktoria được thăng hạng lên hạng đấu cao nhất do hệ quả từ vụ việc Tiệp Khắc bị chia cắt và các câu lạc bộ của Slovakia đã ly khai để lập nên giải đấu riêng. Viktoria thi đấu rất thành công từ 1993 đến 2003, tranh tài tại 4 giải cúp châu Âu. Žižkov đã vô địch cúp quốc gia lần thứ 8 vào năm 1994 và cán đích ở vị trí á quân vào năm 1995.
Năm 2001 Viktoria Žižkov giành chức vô địch thứ 9 trong lịch sử sau khi loại đội bóng Rangers của Scotland khỏi Cúp UEFA vào năm 2002, họ đi tiếp nhờ luật bàn thắng trên sân khách ghi sau hiệp phụ tại Ibrox. Đội bóng kết thúc ở vị trí thứ 3 ở giải vô địch quốc trong hai mùa bóng 2002 và 2003.
Năm 2004, sau một loạt kết quả thi đấu nghèo nàn và bê bối tham nhũng, đội đã bị giáng hạng xuỗng chơi ở giải hạng hai. Năm 2007 đội bóng quay trở lại thành công giải quốc gia, với thành vô địch giải hạng 2. Sau khi cán đích ở giữa bảng xếp hạng ở mùa giải đầu tiên sau khi trở lại hạng đấu cao nhất, năm 2009 đội lại bị giáng xuống giải hạng hai bởi phong độ phập phù suốt mùa giải, để rồi lại quay lại con đường thăng hạng từ giải hạng 2 lên giải quốc gia với vị trí á quân sau đó 2 mùa giải (2011).

## Lịch sử tên gọi
- 1903 – Sportovní kroužek Viktoria Žižkov
- 1904 – SK Viktoria Žižkov
- 1950 – Sokol Viktoria Žižkov
- 1951 – Sokol ČSAD Žižkov
- 1952 – TJ Slavoj Žižkov (sau khi hợp nhất với Avia Čakovice)
- 1965 – TJ Viktoria Žižkov
- 1973 – TJ Viktoria Žižkov Strojimport
- 1982 – TJ Viktoria Žižkov PSO
- 1992 – FK Viktoria Žižkov

## Các cầu thủ

### Đội hình hiện tại
Tính đến 15 tháng 1 năm 2020.
Ghi chú: Quốc kỳ chỉ đội tuyển quốc gia được xác định rõ trong điều lệ tư cách FIFA. Các cầu thủ có thể giữ hơn một quốc tịch ngoài FIFA.
| Số | VT | Quốc gia     | Cầu thủ          |
| -- | -- | ------------ | ---------------- |
| 2  | HV | Cộng hòa Séc | Ondřej Žežulka   |
| 4  | HV | Uganda       | Isaac Muleme     |
| 5  | HV | Cộng hòa Séc | Luboš Tusjak     |
| 6  | TV | Cộng hòa Séc | David Skopec     |
| 7  | TĐ | Cộng hòa Séc | Jaroslav Diviš   |
| 8  | HV | Cộng hòa Séc | Marek Opluštil   |
| 9  | TV | Cộng hòa Séc | Miroslav Petrlák |
| 10 | TĐ | Cộng hòa Séc | Lukáš Zoubele    |
| 11 | TĐ | Cộng hòa Séc | Jan Pázler       |
| 13 | HV | Cộng hòa Séc | Jakub Urbanec    |
| 14 | TV | Slovakia     | Igor Súkenník    |

| Số | VT | Quốc gia     | Cầu thủ                             |
| -- | -- | ------------ | ----------------------------------- |
| 15 | TV | Cộng hòa Séc | Daniel Richter                      |
| 16 | TV | Cộng hòa Séc | David Sixta                         |
| 18 | TV | Ecuador      | Augusto Batioja                     |
| 19 | HV | Cộng hòa Séc | Michal Řezáč                        |
| 21 | TĐ | Azerbaijan   | Farid Nabiyev                       |
| 22 | TV | Áo           | Jonas Auer (mượn từ Mladá Boleslav) |
| 23 | TM | Cộng hòa Séc | Pavel Soukup                        |
| 24 | TĐ | Cộng hòa Séc | David Bezdička                      |
| 27 | TM | Cộng hòa Séc | Karel Hrubeš                        |
| 36 | HV | Cộng hòa Séc | Daniel Pudil                        |
| 44 | TM | Cộng hòa Séc | Milan Švenger                       |
| —  | HV | Cộng hòa Séc | Lukáš Hušek (mượn từ Sparta Prague) |

### Cho mượn
Ghi chú: Quốc kỳ chỉ đội tuyển quốc gia được xác định rõ trong điều lệ tư cách FIFA. Các cầu thủ có thể giữ hơn một quốc tịch ngoài FIFA.
| Số | VT | Quốc gia     | Cầu thủ                             |
| -- | -- | ------------ | ----------------------------------- |
| —  | TV | Cộng hòa Séc | Josef Bazal (tại FK Ústí nad Labem) |
| —  | HV | Cộng hòa Séc | David Březina (tại SFC Opava)       |
| —  | TĐ | Cộng hòa Séc | Marek Szotkowski (tại SK Líšeň)     |

## Huấn luyện viên
- Vladimír Táborský (1993)
- Jiří Kotrba (1993–95)
- František Kopač (1995–96)
- Jaroslav Hřebík (1996)
- Július Bielik (1997–98)
- Jiří Štol (1998–99)
- Petr Uličný (1999)
- Zdeněk Ščasný (1999–02)
- Vítězslav Lavička (tháng 7 năm 2002 – tháng 9 năm 2003)
- Günter Bittengel (tháng 11 năm 2003 – tháng 6 năm 2004)
- Stanislav Levý (tháng 7 năm 2004 – tháng 12 năm 2004)
- František Kopač (2005)
- Stanislav Griga (tháng 7 năm 2007 – tháng 9 năm 2008)
- Josef Csaplár (tháng 9 năm 2008 – tháng 11 năm 2008)
- Zdeněk Ščasný (tháng 11 năm 2008 – tháng 12 năm 2010)
- Vlastimil Petržela (tháng 6 năm 2009 – tháng 5 năm 2010)
- Martin Pulpit (tháng 7 năm 2010 – tháng 11 năm 2011)
- Roman Nádvorník (tháng 12 năm 2011 – tháng 3 năm 2013)
- Giancarlo Favarin (tháng 3 năm 2013 – tháng 6 năm 2013)
- Jindřich Trpišovský (tháng 7 năm 2013 – tháng 5 năm 2015)
- Roman Veselý (tháng 7 năm 2015 – tháng 9 năm 2015)
- Zdeněk Hašek (tháng 10 năm 2015 – tháng 11 năm 2016)
- David Vavruška (tháng 12 năm 2016 – tháng 10 năm 2017)
- Bohuslav Pilný (tháng 10 năm 2017 – tháng 5 năm 2018)
- Petr Mikolanda (tháng 6 năm 2018 – tháng 10 năm 2018)
- Miloš Sazima (tháng 10 năm 2018 – tháng 5 năm 2019)[5]
- Zdeněk Hašek (tháng 5 năm 2019 – tháng 11 năm 2020)
- David Vavruška (tháng 11 năm 2020 – Dec 2020)
- David Oulehla (tháng 12 năm 2020 – nay)

## Lịch sử thi đấu tại các giải nội địa

### Cộng hòa Séc
| Mùa       | Giải    | Vị trí  | Pld | Thắng | Hòa | Thua | GF | GA | GD  | Pts | Cúp           |
| --------- | ------- | ------- | --- | ----- | --- | ---- | -- | -- | --- | --- | ------------- |
| 1993–1994 | 1. liga | Hạng 8  | 30  | 12    | 9   | 9    | 40 | 28 | +12 | 33  | Vô địch       |
| 1994–1995 | 1. liga | Hạng 5  | 30  | 15    | 4   | 11   | 61 | 38 | +23 | 49  | Á quân        |
| 1995–1996 | 1. liga | Hạng 10 | 30  | 9     | 10  | 11   | 38 | 43 | -5  | 37  | Vòng 32 đội   |
| 1996–1997 | 1. liga | Hạng 12 | 30  | 6     | 11  | 13   | 17 | 33 | -16 | 29  | Vòng 16 đội   |
| 1997–1998 | 1. liga | Hạng 8  | 30  | 11    | 6   | 13   | 26 | 34 | -8  | 39  | Vòng 16 đội   |
| 1998–1999 | 1. liga | Hạng 10 | 30  | 11    | 5   | 14   | 31 | 47 | -16 | 38  | Vòng 64 đội   |
| 1999–2000 | 1. liga | Hạng 9  | 30  | 9     | 10  | 11   | 37 | 41 | -4  | 37  | Tứ kết        |
| 2000–2001 | 1. liga | Hạng 5  | 30  | 12    | 10  | 8    | 45 | 40 | +5  | 46  | Vô địch       |
| 2001–2002 | 1. liga | Hạng 3  | 30  | 19    | 6   | 5    | 42 | 20 | +22 | 63  | Vòng 16 đội   |
| 2002–2003 | 1. liga | Hạng 3  | 30  | 14    | 8   | 8    | 38 | 33 | +5  | 50  | Tứ kết        |
| 2003–2004 | 1. liga | Hạng 15 | 30  | 6     | 9   | 15   | 18 | 34 | -16 | 27  | Vòng 32 đội   |
| 2004–2005 | 2. liga | Hạng 6  | 28  | 14    | 4   | 10   | 42 | 36 | +6  | 34  | Vòng 64 đội   |
| 2005–2006 | 2. liga | Hạng 5  | 30  | 12    | 10  | 8    | 42 | 33 | +9  | 46  | Tứ kết        |
| 2006–2007 | 2. liga | Hạng 1  | 30  | 19    | 7   | 4    | 55 | 23 | +32 | 64  | Vòng 16 đội   |
| 2007–2008 | 1. liga | Hạng 10 | 30  | 10    | 7   | 13   | 35 | 48 | -13 | 37  | Tứ kết        |
| 2008–2009 | 1. liga | Hạng 16 | 30  | 5     | 7   | 18   | 27 | 45 | -18 | 22  | Vòng 64 đội   |
| 2009–2010 | 2. liga | Hạng 5  | 30  | 13    | 7   | 10   | 42 | 41 | +1  | 46  | Vòng 32 đội   |
| 2010–2011 | 2. liga | Hạng 2  | 30  | 16    | 7   | 7    | 44 | 31 | +13 | 55  | Vòng 16 đội   |
| 2011–2012 | 1. liga | Hạng 16 | 30  | 5     | 4   | 21   | 23 | 55 | -32 | 19  | Vòng 16 đội   |
| 2012–2013 | 2. liga | Hạng 8  | 30  | 12    | 9   | 9    | 38 | 30 | +8  | 45  | Vòng 32 đội   |
| 2013–2014 | 2. liga | Hạng 5  | 30  | 14    | 5   | 11   | 39 | 30 | +9  | 47  | Vòng 16 đội   |
| 2014–2015 | 2. liga | Hạng 4  | 30  | 16    | 7   | 7    | 50 | 23 | +27 | 55  | Vòng 16 đội   |
| 2015–2016 | 3. liga | Hạng 3  | 36  | 24    | 6   | 6    | 87 | 32 | +55 | 79  | Vòng đầu tiên |
| 2016–2017 | 2. liga | Hạng 9  | 30  | 10    | 9   | 11   | 49 | 41 | +8  | 36  | Vòng 64 đội   |
| 2017–2018 | 2. liga | Hạng 12 | 30  | 10    | 5   | 15   | 42 | 52 | -10 | 35  | Vòng 32 đội   |
| 2018–2019 | 2. liga | Hạng 1  | 30  | 7     | 6   | 17   | 33 | 59 | -26 | 27  | Vòng 3        |

Ghi chú
1. ↑  Hai điểm cho một trận thắng ở mùa 1993–94.
2. ↑  bị trừ 12 điểm.
3. ↑  bị trừ 3 điểm.

## Danh hiệu
Giải vô địch quốc gia Tiệp Khắc
- Vô địch: 1927–28

Cúp bóng đá Séc
- Vô địch: 1993–94, 2000–01

Czech 2. Liga (đồng hạng 2)
- Vô địch: 2006–07